# Chill guy
칠 가이(Chill guy) 또는 My new character는 아티스트 필립 뱅크스(Phillip Banks)가 2023년 10월 4일에 X(구 트위터)에 처음 게시한 디지털 예술 작품이자 인터넷 밈이다. 이 캐릭터는 회색 스웨터, 파란색 청바지, 빨간색 운동화를 신은 수인 강아지가 주머니에 손을 넣은 채 느긋한 표정을 짓고 있는 모습이 특징이다. 이 작품은 게시된 후에도 어느 정도 성공을 거두었지만, 약 1년 후인 2024년 8월 30일에야 널리 알려지게 되었다. 당시 틱톡 사용자가 이 작품을 당시 인기 있었던 다른 밈과 결합해 틱톡 슬라이드쇼를 만들었기 때문이다. 그 후 며칠 동안 비슷한 밈이 수천만 조회수를 기록하면서 비디오 게임 프랜차이즈인 헤일로와 스프라이트의 유럽 배급사를 포함한 대형 기업의 주목을 받았고, 이들은 이 밈을 자사 프로모션에 사용했다.
이 작품은 2024년 11월 20일에 주로 TikTok에서 두 번째로 화제가 되었고, 이를 계기로 밈 코인인 $CHILLGUY가 탄생했다. 이 코인은 엘살바도르의 나이브 부켈레 대통령이 트위터에 이 코인을 지지한다는 글을 올린 데 힘입어 시가총액이 4억 8,800만 달러로 급등했다. 이로 인해 코인이 인기를 얻고 상업적 이득을 위해 작품를 무단으로 사용하게 되자, 뱅크스는 작품에 저작권을 등록하고, 팬아트나 트렌드에 이를 사용하는 브랜드를 제외하고 이익을 취하려는 "무단 상품과 똥코인"을 삭제하기로 했다. 발표 후, 코인 가치는 원래 가치의 절반 정도로 떨어졌고, 뱅크스는 이후 개인정보가 유출되어 더 이상의 괴롭힘을 피하기 위해 트위터 계정을 비공개로 전환했다.
일부 언론 매체에 따르면, 이 밈은 사람들이 자기 계발을 추구하고, 스트레스 없는 삶을 살고, "편안한 태도"로 삶에 접근하도록 격려하는 재미있지만 공감할 수 있는 작품으로 여겨져 온라인에서 공감을 얻었을 가능성이 높다고 한다. 이 작품은 미국 신문 USA Today 와 인도의 디지털 미디어 회사 ScoopWhoop에서 2024년 최고의 밈 중 하나로 평가받았다.

## 설명
이 예술 작품은 회색 크루넥 스웨터, 파란색 청바지를 입고 더러운 빨간색 컨버스 신발을 신은 갈색 개 수인으로 구성되어 있다. 그는 주머니에 손을 넣은 채 싱긋 웃고 있으며, 밑에 "chill guy"라는 문구가 적혀있다. 그의 디자인은 1990년대 미국 만화 '아서'와 미국 성인 애니메이션 텔레비전 쇼 '스마일링 프렌즈'의 캐릭터 '찰리'를 합친 것으로 잘못 보도되었지만 뱅크스에 따르면 그는 특별히 어떤 것에 기반을 두지 않았다고 한다. 캐릭터의 이름에 관해서 Banks는 2024년 9월 2일에 트윗을 통해 본래 의도했던 "chill guy"라는 이름을 사용하는 것과 달리 "my new character"라는 이름을 사용하는 것을 싫어한다고 밝혔다.

## 역사
2023년 10월 4일, 예술가 필립 뱅크스는 "my new character. his whole deal is he's a chill guy that lowkey doesn't give a fuck"(나의 새로운 캐릭터. 그의 전부는 눈곱만큼도 신경 안 쓰는 느긋한 남자라는 것이다.)라는 캡션과 함께 원본 이미지를 X(트위터)에 게시했습다. 그는 나중에 같은 작품을 인스타그램 릴스에 게시했다. 이 작품은 게시 후 많은 밈에 사용되었고, 뱅크스는 이를 영감으로 삼아 Chill guy를 기반으로 반대 색상 팔레트와 더 진지하고 덜 평온한 표정을 한 "Unchill gal" "My old character"라는 추가 작품을 만들었다. 하지만 이 작품은 2024년 8월 30일에야 TikTok 사용자 ".blitzerzz"가 당시 Roddy Ricch의 노래 "Ricch Forever"와 미국의 성인 애니메이션 시트콤 패밀리 가이 등 다른 밈을 활용해 이 작품으로 슬라이드쇼를 만들었을 때야 비로소 바이럴이 되었다. 2024년 9월 4일 틱톡에서 미국의 TV 시리즈 Dexter의 대사를 사용하여 편집한 또 다른 영상은 450만 회 이상의 조회수를 기록했고, 다음 날 재게시된 영상은 1,380만 회 이상의 조회수를 기록했다. "chill quotes"을 사용한 다른 mainstream televisions의 유사 영상은 특히 TikTok과 Twitter에서 비슷한 성공을 거두었다. 인도 영자 신문 Times Now News에 따르면, 이 밈은 자기계발 글과 비슷한 "사람들이 스스로에 집중하도록 격려하고", 스트레스 없는 삶을 살고, "편안한 태도"로 삶에 접근하도록 격려하는 재미있지만 공감할 수 있는 글이었기 때문에 온라인에서 공감을 얻었을 가능성이 높다고 한다. 두 소셜 미디어 플랫폼 사이에서 뱅크스의 원본 게시물은 10만 개 이상의 좋아요를 받았고, 1만 개 이상의 리포스트도 받았다. 할로윈 의상에 영감을 주는 이 캐릭터의 코스프레와 팬아트도 온라인에 등장했다.

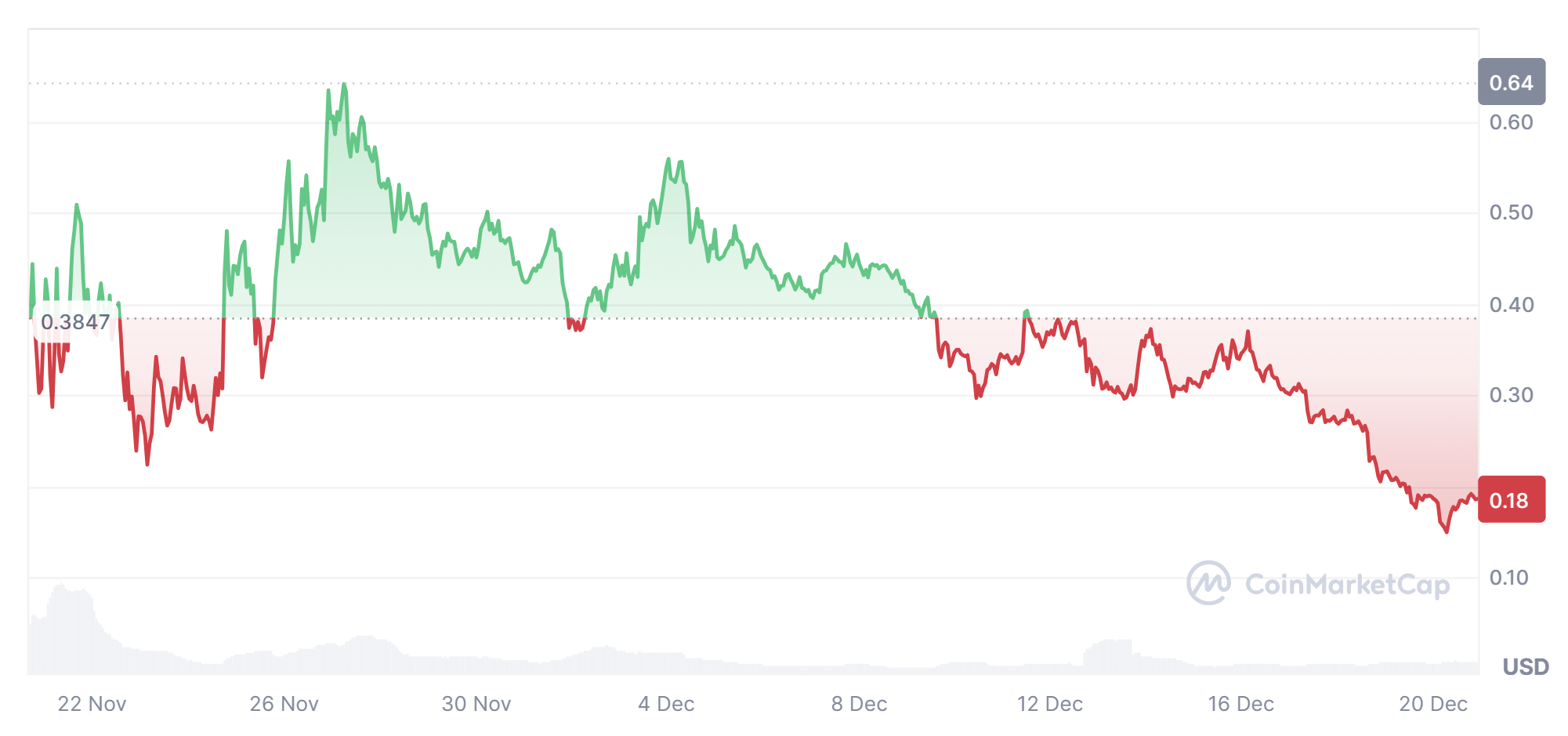
$CHILLGUY 밈 코인 가치는 2024년 11월 20일부터 12월 20일까지 첫 달 이후이다.

2024년 11월 20일, 이 작품은 온라인에서 세 번째로 큰 부활을 이루었는데, 그 이유는 부분적으로 이 작품에서 영감을 받은 $CHILLGUY라는 이름의 밈 코인이 솔라나에서 거래되어 시가총액이 4억 8,800만 달러에 도달했기 때문이다. 9월 2개월 전 익명의 제작자에 의해 출시된 밈 코인은 11월 18일 시가총액 1,000만 달러에서 극적으로 가치가 증가하여 솔라나에서 거래량 7위의 밈 코인이 되었다. 이는 엘살바도르 대통령 나이브 부켈레가 트위터에 올린 작품과 소셜 미디어 트렌드, 그리고 놓칠까 봐 두려워하는 마음에 의해 촉진되었다. 이로 인해 암호화폐 관련자 중 다수가 해당 코인의 가치가 크게 하락할 가능성이 있다고 밝혔다. 예술작품의 인기가 높아진 또 다른 이유는 틱톡 사용자 "stopscrolling_22"가 11월 17일에 긴 머리를 덧붙인 "Chill Girl"을 만든 후에 나타났다. 결과적으로 틱톡에서 주로 작품를 사용한 밈이 갑자기 급증했으며 남성의 정신 건강에 더 많은 초점을 맞추었다. 인도 정당 BJP, 비디오 게임 프랜차이즈 헤일로, UFC 헤비급 파이터 존 존스, 미국 농구  March Madness, NFL on CBS, 미국 래퍼 Sexyy Red, 및 스프라이트의 유럽 배급사를 포함한 대규모 기업과 단체는 모두 자체 게시물에서 해당 작품을 사용했다.
작품의 성공에도 불구하고 뱅크스는 자신의 X(트위터) 계정에 "저는 제 작품이 암호화폐와 관련된 어떤 것에도 사용되는 것을 지지하거나 동의하지 않습니다. 저를 내버려 두세요." 라고 썼다. 그는 그 직후 인스타그램에 같은 주제에 대한 비슷한 릴스을 만들었다. 뱅크스는 곧 자신이 해당 작품의 저작권을 소유하고 있으며, 향후 해당 작품를 이용해 수익을 올리려는 '허가받지 않은 상품과 싯코인(Shitcoin)에 대한 삭제 조치를 취할 것이라고 덧붙였다. 하지만 이는 해당 작품을 트렌드로 사용하는 브랜드 계정에는 영향을 미치지 않는다고 밝혔다. 얼마 지나지 않아 뱅크스는 괴롭힘을 피하고자 자신의 X(트위터) 계정을 비공개로 전환했으며 그 후 자신이 신상이 털렸다고 주장했다. 이러한 게시물 이후 $CHILLGUY 코인의 가격은 원래 가치의 절반(2억 2천만 달러)으로 떨어졌지만 나중에 다소 회복되었다. 2024년 12월 12일, 뱅크스가 운영하는 것으로 추정되는 Twitter 계정이 이전에는 절대 동의하지 않을 것이라고 주장했지만 코인 사용에 동의했다고 발표한 후 $CHILLGUY 밈 코인 가치가 22%~30% 상승했다. 그러나 이 계정은 뱅크스을 사칭한 해커가 운영하는 것이었고, 이로 인해 다음날 코인 가치가 35% 이상 하락한다.

## 유산

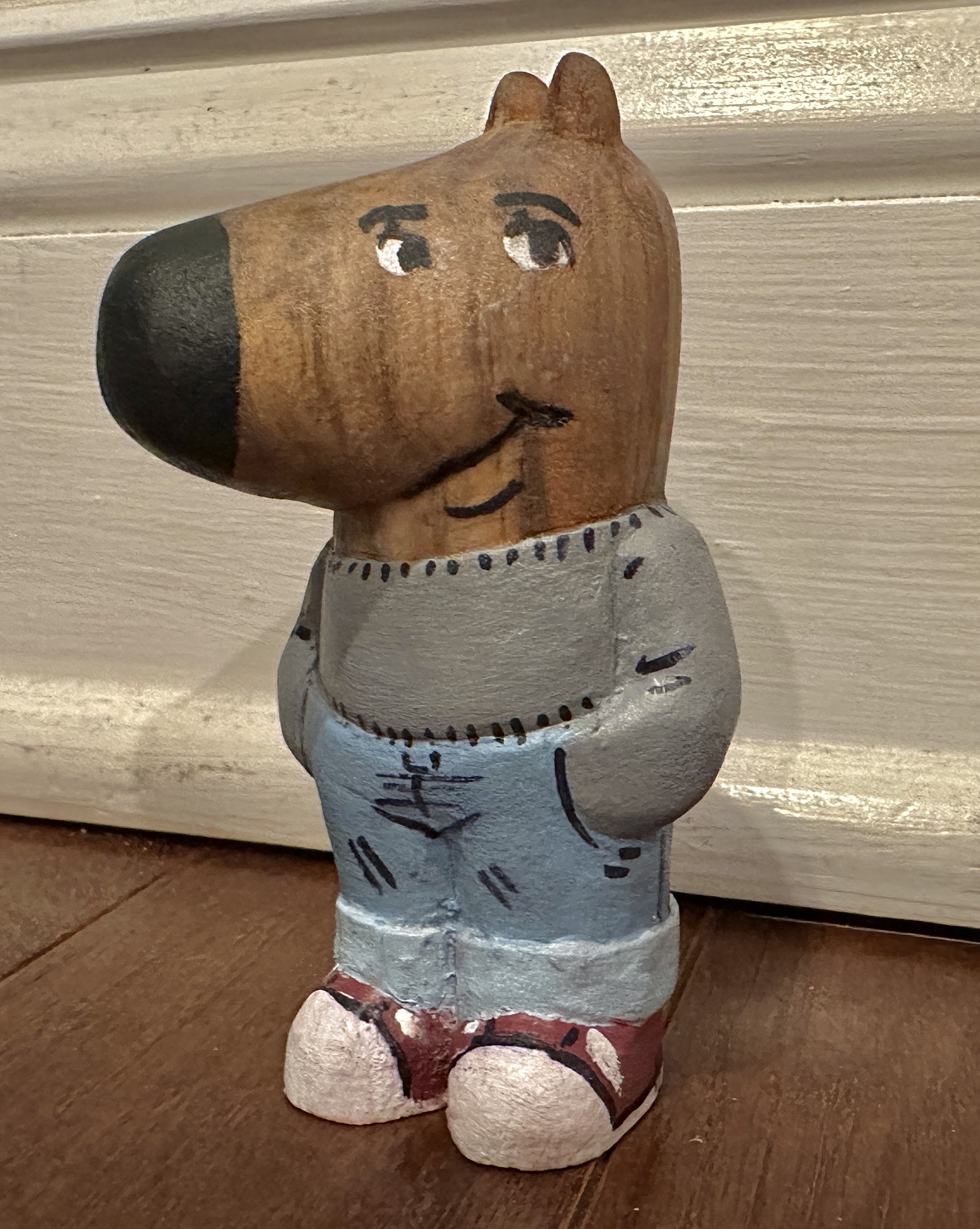
예술 작품의 그려진 나무 조각

2024년 말, 이 작품은 미국 신문 USA Today 가 선정한 2024년 최고의 밈 10위 안에 들었고, 인도 디지털 미디어 회사 ScoopWhoop이 선정한 최고의 밈 8위 안에 들었다. 소셜 미디어에서 밈과 함께 자주 등장하는 Gia Margaret 의 피아노곡 "Hinoki Wood"는 2024년 12월 7일 주간 TikTok Billboard Top 50 에서 2위를 차지했다. 힙합 그룹 41 은 "Hinoki Wood"의 샘플을 사용하여 그들의 노래 "Chill Guy"를 만들었으며, 이 노래의 제목은 이 작품의 이름을 따서 지어졌다.
2024년 12월 15일, 맨체스터 시티 와의 2 대 1 승리 후, 맨체스터 유나이티드 선수 아마드 디알로는 경기 후 인터뷰에서 이 밈을 언급하며 "저는 이 순간을 위해, 이 순간을 살기 위해 매일 열심히 일해왔고, 팀이 저를 매우 기쁘게 생각해서 너무 기쁩니다. 왜냐하면 저는 칠 가이(chill guy)이기 때문입니다."라고 말했다. 2024년 12월 24일, "chill guy"가 베트남 잡지 Học trò cười의 52호를 표절했다는 의혹이 제기되었지만 곧 사실이 아닌 것으로 밝혀졌다. 이가 거짓으로 판명되기 전에, 이러한 주장으로 인해 $CHILLGUY의 시가총액은 7% 더 떨어져 1억 7,200만 달러가 되었다.

## 같이 보기
- 인터넷 밈
- 인터넷 밈 목록